# Stary cmentarz parafialny w Barwałdzie Dolnym
Stary cmentarz parafialny w Barwałdzie Dolnym – cmentarz parafialny, którego zarządcą jest parafia św. Erazma w Barwałdzie Dolnym. Został założony we wrześniu 1837. Zajmuje powierzchnię 51 arów.

## Historia
W 1797 roku c.k. Pełnomocna Nadworna Komisja Galicji Zachodniej wydała dekret nakazujący przeniesienie cmentarzy poza miejsca zamieszkane. W związku z tym wydano pismo, które zobowiązał szlachtę barwałdzką spotkać się 10 maja 1835 roku z ówczesnym proboszczem parafii św. Erazma, księdzem Andrzejem Grywalskim w celu ustalenia miejsca pod nowy cmentarz. 
Dopiero w czerwcu 1837 roku Urząd Cyrkularny nakazał pod karą chowanie zmarłych od 1 sierpnia w nowym miejscu. Na prośbę ks. Grywalskiego, termin ten przesunięto na pierwszy dzień września tegoż roku. Spowodowane było to tym, że na działce, gdzie miała powstać nekropolia rosło jeszcze żyto i owies.
W 1837 rozpoczęła się likwidacja przykościelnego cmentarzyska. Od września chowano nieboszczyków na polu oddalonym od kościoła o ok. 250 metrów.
Po prawie 70 latach użytkowania nowego cmentarza, okazał się on zbyt ciasny. 17 maja 1906 zakupiono od Józefa i Rozalii ze Stokłosów Tatarów za 690 koron parcelę na jego powiększenie. Poświęcił ją ks. Szymon Batko po nieszporach, 25 czerwca 1908. Pierwszą pochowaną w nowej części osobą była wójtowa z Barwałdu Dolnego – Anna Tatar (pogrzeb odbył się 28 sierpnia 1908).
Schody i bramę na nekropolię wykonał za 240 koron Jan Filek zza Lasku z Barwałdu Średniego. We wrześniu 1979 roku zrobiona została asfaltowa droga od kościoła do cmentarza.

## Pochowani
Na cmentarzu znajdują się groby mieszkańców trzech Barwałdów. Pochowani są tutaj żołnierze biorący udział w obu wojnach światowych, kilka ofiar katastrofy kolejowej w Barwałdzie Średnim, księża proboszczowie: ks. Andrzej Grywalski, ks. Józef Żeliwski, ks. Henryk Staudt oraz ks. Julian Więckowski, rodem z Barwałdu. Spoczywają tu także przedstawiciele barwałdzkiej szlachty, więźniowie obozów koncentracyjnych oraz Franciszek Tomuś, odznaczony tytułem Sprawiedliwego wśród Narodów Świata.